# 1998 RV
1998 RV är en asteroid i huvudbältet som upptäcktes den 11 september 1998 av den australiensiske astronomen Frank B. Zoltowski i Woomera.
Asteroiden har en diameter på ungefär 13 kilometer och den tillhör asteroidgruppen Eos.